# Рдзухув-Кольонія
Рдзухув-Кольонія (пол. Rdzuchów-Kolonia) — село в Польщі, у гміні Потворув Пшисуського повіту Мазовецького воєводства.
Населення — 105 осіб (2011).
У 1975-1998 роках село належало до Радомського воєводства.

## Демографія
Демографічна структура станом на 31 березня 2011 року:
|          | Загалом | Допрацездатний вік | Працездатний вік | Постпрацездатний вік |
| -------- | ------- | ------------------ | ---------------- | -------------------- |
| Чоловіки | 54      | 8                  | 38               | 8                    |
| Жінки    | 51      | 7                  | 28               | 16                   |
| Разом    | 105     | 15                 | 66               | 24                   |